# Tara (buddhism)

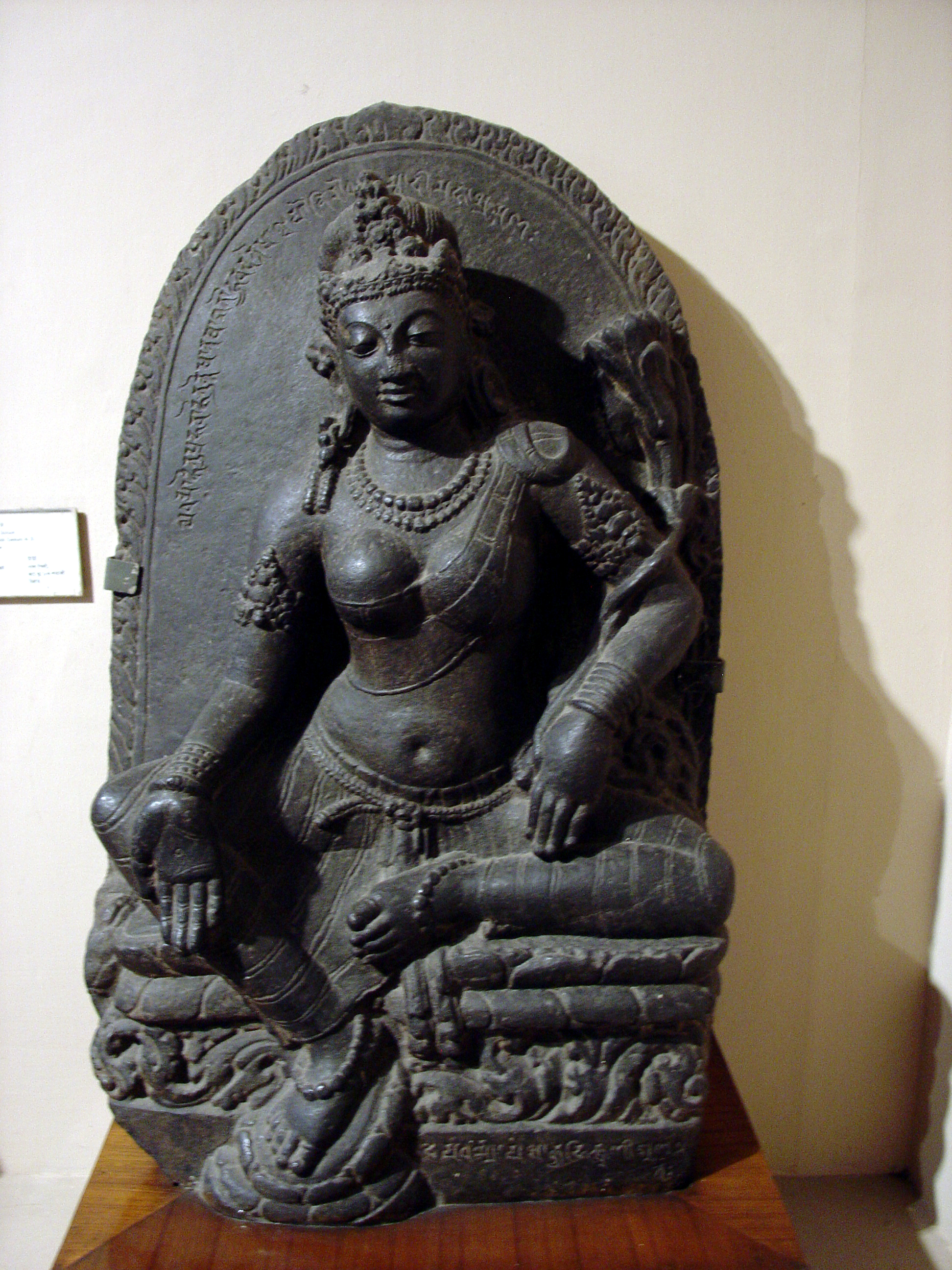
900-tals skulptur av Tara.

Tara (även Tārā), på tibetanska även Dolma är inom buddhismen en kvinnlig bodhisattva eller en buddha beroende på vilken inriktning utövaren tillhör.[källa behövs] Hon är gudinna inom främst den tantriska vajrayana och förknippas med Avalokiteshvara (medkänslans, nådens och den gudomliga kärlekens bodhisattva). I sin räddande roll beskyddar hon människor (möjligen ursprungligen sjöfarare) i nöd; då presenteras hon oftast antingen i vitt eller grönt. Vissa tibetanska inriktningar identifierar dock 21 manifestationer av Tara. Alla manifestationerna representerade av var sin färg.[källa behövs]
Enligt legenden kom Tara antingen från buddhan Amitabhas öga eller från en tår från bodhisattvan Avalokiteshvara när Avalokiteshvara betraktade allt lidande i världen. Tåren formade en sjö i en dal, där det sedan växte lotusblommor där Tara uppenbarade sig. Tara anses därmed vara en manifestation av Avalokiteshvaras medlidande.
Taras mantra är: Om tare tuttare ture soha.

## Etymologi
Namnet Tara är sanskrit för 'rädderskan', 'stjärnan'. Jämför även Tara, som inom hinduismen är ett annat namn för Durga, Shivas gemål.